# Белуха (приток Тверцы)
Белуха — река в Тверской области России.
Протекает по территории Спировского района в западном направлении. Исток находится у деревни Скоморохово, впадает в реку Тверцу в 130 км от её устья по левому берегу. В нижнем течении, в районе деревни Будовка, пересекается с автодорогой М10. Длина реки — 11 км.

## Данные водного реестра
По данным государственного водного реестра России относится к Верхневолжскому бассейновому округу, водохозяйственный участок реки — Тверца от истока (Вышневолоцкий гидроузел) до города Тверь, речной подбассейн реки — Волга до Рыбинского водохранилища. Речной бассейн реки — (Верхняя) Волга до Куйбышевского водохранилища (без бассейна Оки).
Код объекта в государственном водном реестре — 08010100512110000002031.